# Kościół św. Marcina w Tarnowskich Górach-Starych Tarnowicach (nowy)
Kościół św. Marcina w Tarnowskich Górach-Starych Tarnowicach – rzymskokatolicki kościół parafialny należący do dekanatu Stare Tarnowice diecezji gliwickiej. Znajduje się w Starych Tarnowicach, dzielnicy Tarnowskich Gór.

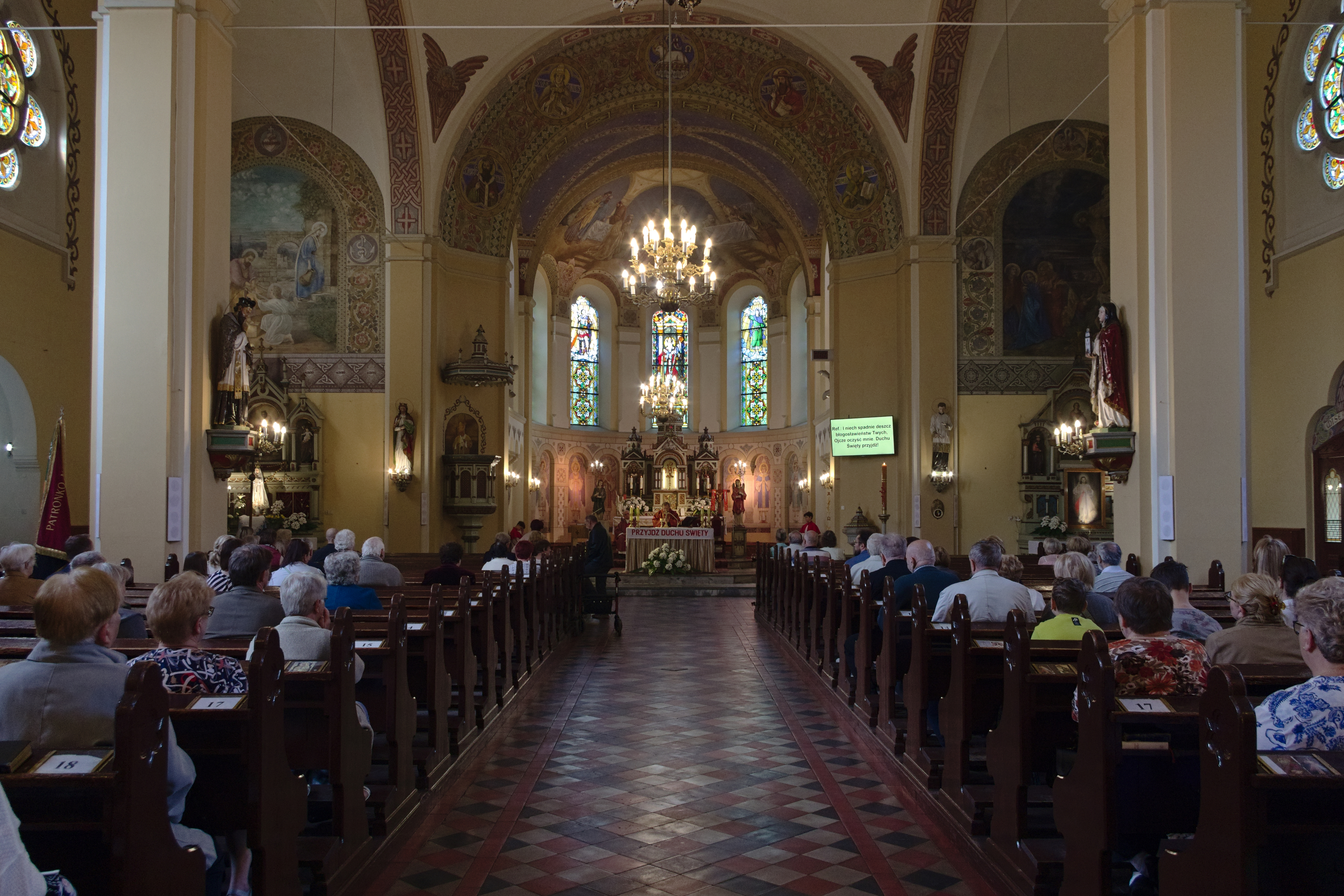
Wnętrze kościoła (2023)

Umowa, na mocy której patron Hrabia Guido Henckel von Donnersmarck wyłożył całą sumę na budowę świątyni została podpisana przez parafię i hrabiego w dniu 5 czerwca 1899 roku. Świątynia została wzniesiona w latach 1899–1902 według projektu Ludwiga Schneidera, który również osobiście kierował pracami budowlanymi. Ze strony parafii budowie patronował ksiądz proboszcz Ludwik Spohr. W dniu 24 września 1899 roku został położony kamień węgielny, natomiast w dniu 5 listopada 1901 roku budowla została oddana w stanie surowym. Nowa świątynia została pobłogosławiona przez księdza dziekana Józefa Konieczkę z Radzionkowa w dniu 25 sierpnia 1902 roku. Świątynia jest trzynawowa, halowa, posiada zamknięte półkoliście prezbiterium, obniżone w stosunku do nawy głównej. Budowla jest zwieńczona dwiema wieżami: w części południowej znajduje się duża, czworoboczna, zwieńczona iglicą, oraz ośmiokątna wieżyczka schodowa.
Budynek figuruje w gminnej ewidencji zabytków miasta Tarnowskie Góry.